# Андреа Логореци
Андреа (Ндре) Логореци или Логареци (на албански: Andrea, Ndre Logorezzi, Logoreci, Logareci) е албански духовник от XIX век, прелат на Римокатолическата църква.

## Биография
Роден е на 25 октомври 1830 година в село Юбан, Шкодренско. Завършва начално образование в йезуитското училище в Шкодра и е ръкоположен за свещеник на 7 юни 1856 година. В 1886 година става секретар на шкодренския архиепископ Паскуале Герини.
На 7 януари 1887 година е избран за титулярен юлиополски епископ и е назначен за викарен епископ на Шкодренската архиепископия. На 15 май 1887 година е ръкоположен за епископ. На 15 юни 1888 година е назначен за архиепископ на Скопската епархия. В Скопие не успява да се справи дори с дълговете, оставени му от предшественика му Фулгенцие Царев. Съвременниците го описват като некомпетентен, ленив и алчен человек, който практически нищо не успява да направи за подобряване на положението на католическото малцинство в Македония и Косово.
Умира на 29 декември 1891 година от грип в резиденцията си в Скопие.
Негов племенник е англо-албанският публицист Антон Логореци.